# 北澤早紀
北澤早紀（日语：北澤 早紀，1997年6月5日—），日本女歌手，是女子偶像團體AKB48 Team B前成員，隸屬於經紀公司Toki娛樂旗下。暱稱（Sakki）的北澤於2011年9月通過入選AKB48第13期研究生，並於同年12月正式對外亮相開始進行演藝活動。出生於愛知縣，現居於千葉縣。

## 來歴
2011年
- 9月24日，參加AKB48第七回研究生（13期生）甄選合格。
- 12月8日，出席在AKB48劇場舉行的「AKB48 6周年記念公演」中亮相。

2023年
- 7月4日，在「我的太陽」公演宣布將於同年9月5日畢業[2]。

## 人物
- 1歲不到就離開愛知縣在英國索利赫爾生活了5年[3]。歸國後居住於千葉縣，官網也在2019年4月1日將其出身地改為千葉縣。
- 特長是從幼稚園就開始學習了九年的古典芭蕾。
- 家中飼養了名為「Coco」的約克夏㹴與名為「布丁」的博美犬[4]，後者已於2021年4月13日逝世[5]。

### AKB48相關
- 自我介紹是「AKB48/夢は大きく 志は高～く！とっても素朴な女の子♪13期研究生 中学2年生のさっきーこと北澤早紀です！」。
- 因為都是慢性子和同期的岩立沙穗結成了非官方Unit[6]。
- 與10期的加藤玲奈是小學及中學同學，小學一至四年級都與加藤同班[7]。
- 與同期的村山彩希、15期的向井地美音、湯本亞美、前NGT48的西村菜那子（日语：西村菜那子）是高中同學[8]。
- 尊敬的前輩是前Team4、現大島Team K的島田晴香、Team B的小嶋陽菜
  - 因為作為Under和Team4一起出場時，Unit曲一樣，被鼓勵說放輕鬆就行。

## 參加AKB48參加歌曲演出

### 單曲CD選抜曲
AKB48名義
|      | 發行日期       | 單曲名稱         | 參與歌曲名稱    | 名義             | 收錄於 | MV | 備註     |
| ---- | -------------- | ---------------- | --------------- | ---------------- | ------ | -- | -------- |
| 27th | 2012年8月29日  | 格子花纹         | 那一天的風鈴    | Waiting Girls    | 劇場盤 |    | 出道作品 |
| 28th | 2012年10月31日 | UZA              | 朝向大人之路    | 研究生           | 劇場盤 |    |          |
| 29th | 2012年12月5日  | 永远的压力       | 我們的Reason    |                  | 劇場盤 |    |          |
| 30th | 2013年2月20日  | So long!         | 强大的花        | 研究生           | 劇場盤 |    |          |
| 31st | 2013年5月22日  | 再见自由式       | LOVE修行        | 研究生           | 劇場盤 |    |          |
| 33rd | 2013年10月30日 | 真心电流         | 清纯哲学        | Team 4           | Type-4 | ★  |          |
| 35th | 2014年2月26日  | 只能向前         | 戀愛什麼的      |                  | 劇場版 | ★  |          |
| 36th | 2014年5月21日  | 拉布拉多寻回犬   | 芳心逃脱游戏    | Team 4           | Type-4 | ★  |          |
| 38th | 2014年11月26日 | 希望無限         | 睜大雙眼的初吻  | Team 4           | Type-D | ★  |          |
| 42nd | 2015年12月9日  | 紅唇Be My Baby   | 好像､有點､突然… | Team 4           | Type-D | ★  |          |
| 44th | 2016年6月1日   | 不需要翅膀       | 沈思者          | Team 4           | Type-B | ★  |          |
| 52nd | 2018年5月30日  | Teacher Teacher  | 新鐘聲          | Team B           | Type-C | ★  |          |
| 57th | 2020年3月18日  | 感謝失戀         | 直到再見面那天  |                  | Type-A | ★  |          |
| 58th | 2021年9月29日  | 一切都成Rumor    | Black Jaguar    | First Generation | 劇場盤 |    |          |
| 59th | 2022年5月18日  | 是前男友         | 開始做吧        | Team B           | Type-C | ★  |          |
| 60th | 2022年10月19日 | 久違的Lip Gloss  | 命運之歌        | 1st Generation   | 劇場盤 |    |          |
| 61st | 2023年04月26日 | 無論如何都喜歡你 | Da Re Da        | Universe Girls   | 劇場盤 |    |          |

### 劇場公演單曲
AKB48 研究生公演「我的太陽」公演
- 我 朱麗葉與雲霄飛車
- 暮蟬之戀

AKB48 研究生公演「睡衣兜风」公演
- 睡衣兜风

## 腳註
1. ↑  AKB48公式サイト｜メンバー情報｜北澤 早紀 （页面存档备份，存于） - AKB48公式網站
2. ↑  . AKB48オフィシャルブログ. 2023-07-04  [2023-07-04]. （原始内容存档于2023-07-11） （日语）.
3. ↑  AKB48 13期研究生 北澤早紀「48秒一本勝負！」自己紹介 （页面存档备份，存于） - YOUKU優酷視頻
4. ↑  北澤早紀 [@Sakii_Kitazawa].  (推文). 2020-05-23  [2021-01-14] –Twitter.
5. ↑  北澤早紀 [@Sakii_Kitazawa].  (推文). 2021-04-13  [2022-06-10] –Twitter.
6. ↑  . 755 (アプリケーション).   [2021-01-20]. （原始内容存档于2021-03-04）.
7. ↑  学研パブリッシング『BOMB』2013年5月号 121頁
8. ↑  西村菜那子. . Instagram. 2018-01-14  [2021-01-14]. （原始内容存档于2022-11-21）.